# Totness Recreation Park
Totness Recreation Park är en park i Australien. Den ligger i delstaten South Australia, omkring 26 kilometer sydost om delstatshuvudstaden Adelaide.
Närmaste större samhälle är Mount Barker, nära Totness Recreation Park. 
Trakten runt Totness Recreation Park består till största delen av jordbruksmark. Runt Totness Recreation Park är det ganska glesbefolkat, med 35 invånare per kvadratkilometer. Genomsnittlig årsnederbörd är 729 millimeter. Den regnigaste månaden är juni, med i genomsnitt 133 mm nederbörd, och den torraste är december, med 21 mm nederbörd.